# Стан (Удомельский район)
Стан — деревня в Удомельском городском округе Тверской области.

## География
Деревня находится в северной части Тверской области на расстоянии приблизительно 6 км на север по прямой от железнодорожного вокзала города Удомля на истоке реки Съежа из озера Удомля.

## История
Деревня была известна с 1478 года, долгое время была селом. В 1847 году часть села приобрел помещик Рихард Яковлевич Зильман. Статус села объяснялся наличием Николо-Станского или Удомельского Николаевского погоста. В 1730 году здесь была поставлена деревянная церковь. В 1872 году была построена каменная церковь (взорвана в 1936 году для получения кирпичей). В деревне было учтено дворов (хозяйств): 7 (1859 год), 9 (1886), 15 (1911), 30 (1958), 25 (1986), 16 (2000). В советский период истории здесь действовали колхоз «Красный Стан», рыбхоз «Красный Стан», колхоз им. Мичурина и позднее АО «Сезам». До 2015 года входила в состав Порожкинского сельского поселения до упразднения последнего. С 2015 года в составе Удомельского городского округа.

## Население
Численность населения: 47 человек (1859 год), 65 (1886), 90 (1911), 100(1958), 52 (1986), 33 (русские 97 %) в 2002 году, 22 в 2010.